# Glavna cesta 109
Die Glavna cesta 109 (slowenisch für Hauptstraße 109) ist eine kurze Hauptstraße zweiter Klasse in Slowenien.

## Verlauf
Die Straße führt von Lendava an der Avtocesta A5 (Europastraße 653) nach Süden über die hier von der Mur gebildete Grenze zu Kroatien. Vom kroatischen Mursko Središće setzt sie sich nach Čakovec als Državna cesta D209 fort.
Die Länge der Straße beträgt 5,1 km.